# Benjamin Miles Franklin
Benjamin Miles Franklin "C-Note / Golyófej" az amerikai Szökés című sorozat egyik kitalált szereplője. Rockmond Dunbar alakítja. A karaktert az első évad premier epizódjában látjuk először, mint a Fox River egyik rabját. Az első és második évad folyamán főszereplő volt.

## Háttér
Benjamin az USA hadseregének volt tagja, családos ember: van egy felesége és egy kislánya. A hadseregből azért bocsátották el, mert egy fogoly kínzásának volt szemtanúja. Mikor elvállalt egy illegális munkát (illegális áru csempészete), a rendőrség elfogta, majd a Fox River fegyházba záratta. Felesége és kislánya azonban úgy tudja, Benjamin még mindig a hadseregben szolgál.A valóságot a családból csak a sógora tudja.

## Szerepek

### 1. évad
Az első évadban a Fox Riverben otthonosan mozgó, minden árut beszerző emberként ismerhetjük meg. Mikor "kiszimatolja", hogy Michael és csapata mire készül, beáll a leendő szökevények közé. Többször összetűzésbe keveredik néhány rabbal a börtönben, néhányszor meg is akarják verni, vagy meg is verik. A szökés érdekében mindent megtesz, még póker versenyen is indul. A szökés éjszakáján sikeresen kijut a börtönből, sőt még Westmoreland pénzének tartózkodási helyét is megtudja.

### 2. évad
A szökés után megpróbálja felvenni a kapcsolatot a családjával, ám mivel ez nem sikerül, a legendás 5 millió dollár után indul. Miután nem tudja megszerezni a pénzt, ismét feleségével és kislányával akar találkozni, így régi barátait kéri meg, segítsenek neki. Ez sikerül is, ám rövid menekülés után feleségét elfogják a rendőrök, majd beteg kislánya miatt Franklin is feladja magát. Mikor Mahone fenyegetésére felakasztja magát, az öngyilkossági kísérlet nem sikerül, majd egy csodás lehetőséget kap a szabadulásra: Richard Sullins, az FBI belső ügyosztályának vezetője felmentené minden vád alól és újra szabad ember lehetne, ha tanúskodna az Alex Mahone elleni perben. Miután Franklin ezt megteszi, családja és ő új életet kezd, szabad emberként.
Ezidáig C-Note az egyetlen rab, akit nem tudtak elkapni a rendőrök a Fox Riveri Nyolcasból.

### 4. évad
C-note-ot is újra láthatjuk majd a sorozat fináléjában, amikor is visszatér, hogy segítsen Michaelnek egyszer s mindenkorra leszámolnia a CÉG-gel.